# 五木村
五木村（いつきむら）は、熊本県の南部にある村で、球磨郡に属する。「五木の子守唄」の発祥の地である。

## 地理

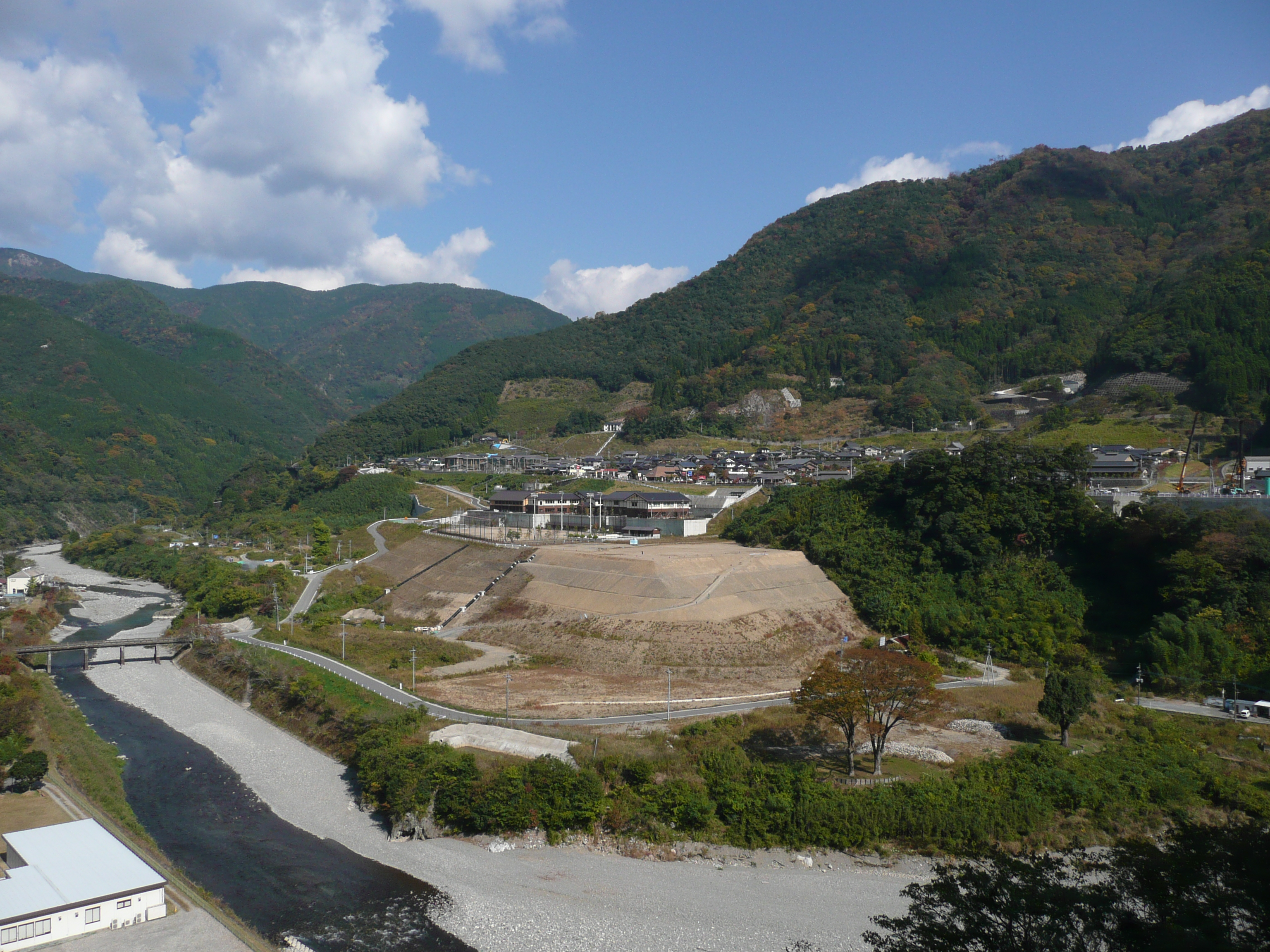
頭地集落

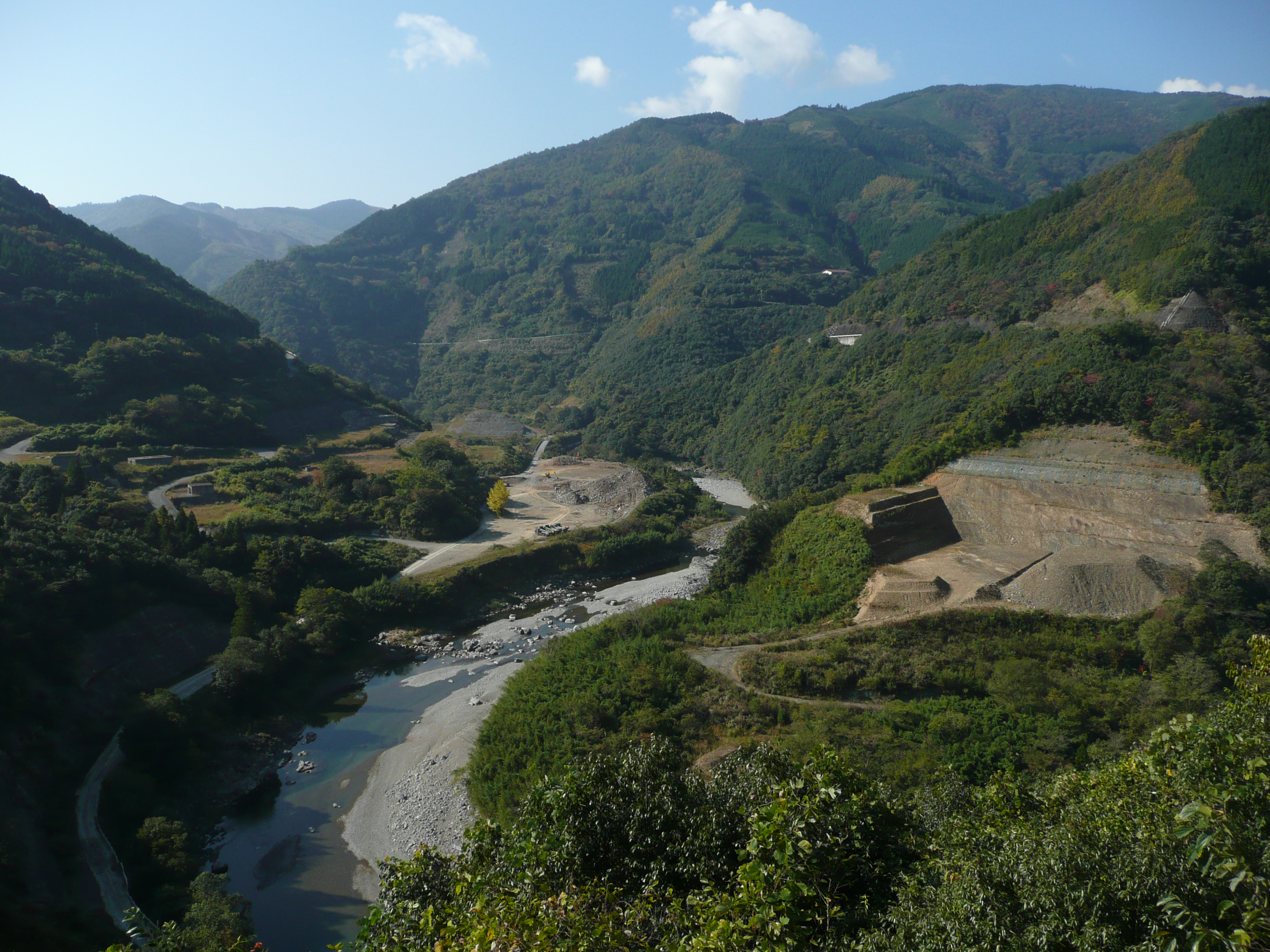
川辺川ダム予定地

熊本県南部、球磨郡北部に位置し、東は水上村、多良木町、西は八代市東陽町、坂本町、南は山江村、相良村、北は八代市泉町の五家荘地帯に隣接する。村全体が九州山地の山岳地帯にあるため、標高1,000m以上の山岳が連なり、平坦部は非常に少なく、深い峡谷が縦横に走る急峻な地形が特徴。
村域は九州山地の一角をなしており、総面積の96.2％を山林が占める。
中心地を含む村内の可住地域のほぼ全てが川辺川ダムの水没予定地のため、各地に代替地を建設し順次移転した。
- 山：仰烏帽子山・高塚山・白髪山・国見山・八原岳・桝形山など
- 川：川辺川・五木小川・梶原川など
- 洞窟：九折瀬洞、吐合洞

### 隣接市町村
- 八代市
- 球磨郡多良木町・山江村・相良村・水上村

### 地名
大字は存在しないが、村内は甲・乙・丙の3地区に分かれており、住所表記に使用される。

## 歴史

### 近現代
- 1889年 市制及び町村制が施行され四浦村と組合役場を四浦村田代に置く
- 1893年 五木郵便局開設される（下手2805）
- 1896年 組合役場を分類し、五木村役場を新泉寺に置く
- 1902年 人吉－下手間馬車道完成する。五木銅山閉山
- 1907年 人吉警察署五木村頭地巡査駐在所新設
- 1924年 久領地区火災（全焼23戸、半焼2戸、牛馬焼死23頭）
- 1925年 免田－五木間乗合馬車開通
- 1926年 頭地橋完成
- 1927年 日窒竹の川発電所完成
- 1928年 日窒頭地発電所完成
- 1931年 人吉－五木間バス開通
- 1937年 九州電力（株）川辺川第一発電所完成（逆瀬川）
- 1940年 九州電力（株）五木川第二発電所完成（平野）
- 1947年 五木中学校創立（南、西、北、下梶原分校を置く）
- 1949年 ジュディス台風襲来、野々脇、宮園橋流失、道路
- 1952年 九州産交バス人吉－頭地－宮園間運行開始。九州産交バス頭地－平瀬間運行開始
- 1953年 五木村役庁舎新設落成
- 1954年 台風5号による災害発生（流出家屋12戸）
- 1955年 九折瀬林道開設（県道－九折瀬間）
- 1956年 県道五木宮原線開通
- 1957年 九州産交バス平瀬 －小鶴間運行開始
- 1960年 九州産交バス宮園－上荒地間運行開始
- 1961年 五木村役場庁舎焼失
- 1962年 五木中北分校が第二中学校として独立
- 1963年 村内全域豪雪に見舞われる（1.2mの積雪）。集中豪雨による災害発生（死者行方不明11人、住家流出全壊143戸、半壊45戸）。三浦小学校校舎流失
- 1964年 台風14号による災害発生（住家流失全壊4戸、半壊10戸）
- 1965年 集中豪雨による災害発生（住家流出全壊25戸、半壊13戸）。下梶原地区電気導入（辺地対策事業）
- 1966年 林道平沢津線（泉村下鶴－椎葉）開通。川辺川ダム建設計画発表
- 1967年 端海野地区電気導入
- 1969年 林道白蔵線（下梶原分校前まで）開通
- 1971年 NHKテレビ五木中継局開局（桝形山）
- 1972年 県立人吉高校五木分校開校・五木村章制定
- 1973年 地域集団電話開通
- 1974年 林道瀬目線開通（宮目木－瀬目間）。内谷ダム完成。九州産交バス小鶴－内谷間運行開始
- 1975年 白水団地完成（集落再編成事業）。RKK、TKUテレビ五木中継局開局（桝形山）
- 1978年 五木局電話自動化開通。九州電力（株）梶原発電所落成。林道白蔵線開通（峠まで）
- 1981年 小鶴トンネル開通式。川辺川ダム一般補償基準妥結。
- 1982年 地域集団電話一般単独自動化なる。県道人吉－五木－砥用間、国道445号に昇格
- 1984年 竹の川地区大規模地すべり災害発生（死者15名、行方不明者1名）
- 1986年 村内全域に防災行政無線開局
- 1987年 林業センター研修集会施設落成
- 1988年 林道白蔵線開通（五木－水上村）。林業センター健康増進施設（体育館）落成
- 1990年 五木の子守唄に伴う彫刻コンクール開催
- 1991年 台風19号により山林被害甚大（370ヘクタール）
- 1992年 住民票の電算サービス開始。南小学校閉校。大通峠公園オープン
- 1994年 大規模林道菊池人吉線五木相良区間開通（28㎞）
- 1995年 中学校統合（五木中学校）となる
- 1996年 川辺川ダム本体工事着工に同意
- 1997年 五木村ルネッサンソン計画策定。アザミ谷山林火災
- 1998年 付替国道445号神屋敷－竹の川区間開通
- 1999年 台風18号上陸による被害。県道宮原五木線大通峠トンネル開通。第54回国民体育大会山岳競技（登はん）開催
- 2001年 付替国道445号下谷－頭地代替地開通
- 2002年 頭地代替地にて、役場庁舎、診療所、保健福祉総合センター3施設合同落成式
- 2003年 五木東小学校新校舎へ（校舎、体育館、プール、運動場完成）。（株）子守唄の里五木（第3セクター）を設立。伝統文化伝承館落成
- 2004年 道の駅「子守唄の里五木」オープン。台風16号・18号により国道445号築切で道路決壊
- 2005年 付替村道、頭地－高野区間完成
- 2005年4月1日 行政改革の一環として、村長部局を3課に統合
- 2005年7月6日 梅雨前線により入鴨地区3世帯の住宅等に土砂流出被害
- 2005年8月4日 頭地－掛橋間の付替国道・付替村道（計2,346ｍ）供用開始
- 2005年9月2日 森林組合事務所落成（頭地代替地）
- 2005年9月6日 台風14号により国道445号（築切地区）道路崩壊全面通行止（11月18日片側交互通行）。鶴地区で床上浸水1戸、床下浸水2戸。災害対策本部を設置
- 2006年3月31日 三浦小学校閉校
- 2006年7月21日 梅雨前線豪雨により国道445号（築切地区）で道路崩壊（8月19日片側交互通行）。村道土会平線池の鶴地内で落石。小八重橋－高野橋区間全面通行止
- 2006年10月19日 厚生労働大臣より保健事業推進功労表彰
- 2006年10月31日 県道宮原五木線の大通峠改良区間供用開始（ループ橋含む約870ｍ区間完成）
- 2007年7月6日 梅雨前線豪雨により国道445号（竹の川、築切）で道路決壊。チッソ（株）堰堤流失。
- 2007年9月1日 五木中学校、人吉高校五木分校　新校舎で授業開始（10月25日落成式）
- 2008年3月 五木中学校、人吉高校五木分校　旧校舎解体作業始まる
- 2008年4月15日 国道445号（椿橋－九折瀬方面 1,053m）供用開始
- 2008年7月25日 森林基幹道相良五木線（元井谷－相良村椎葉、全長16km）開通
- 2008年9月11日 熊本県知事による川辺川ダム反対表明
- 2009年2月 「熊本県五木村振興基金」設置
- 2009年9月 「ふるさと五木村づくり」計画策定
- 2010年10月1日 九州産交バス上荒地－椎原診療所（五家庄・旧泉村）間運行開始
- 2019年4月1日 村内の公共交通機関を九州産交バスとコミュニティバス・リレーバスに再編（後述）。九州産交バス頭地－内谷・頭地－上荒地－椎原診療所間廃止

## 地域

### 人口
| |                                        |  |
| 五木村と全国の年齢別人口分布（2005年） | 五木村の年齢・男女別人口分布（2005年） |  |
| ■紫色 ― 五木村 ■緑色 ― 日本全国 | ■青色 ― 男性 ■赤色 ― 女性              |  |
| 五木村（に相当する地域）の人口の推移 \| 1970年（昭和45年） \| 4,006人 \| \| \| 1975年（昭和50年） \| 3,507人 \| \| \| 1980年（昭和55年） \| 3,086人 \| \| \| 1985年（昭和60年） \| 2,297人 \| \| \| 1990年（平成2年） \| 1,964人 \| \| \| 1995年（平成7年） \| 1,687人 \| \| \| 2000年（平成12年） \| 1,530人 \| \| \| 2005年（平成17年） \| 1,358人 \| \| \| 2010年（平成22年） \| 1,205人 \| \| \| 2015年（平成27年） \| 1,055人 \| \| \| 2020年（令和2年） \| 931人 \| \| |                                        |  |
| 総務省統計局 国勢調査より |                                        |  |
| 1970年（昭和45年） | 4,006人                                |  |
| 1975年（昭和50年） | 3,507人                                |  |
| 1980年（昭和55年） | 3,086人                                |  |
| 1985年（昭和60年） | 2,297人                                |  |
| 1990年（平成2年） | 1,964人                                |  |
| 1995年（平成7年） | 1,687人                                |  |
| 2000年（平成12年） | 1,530人                                |  |
| 2005年（平成17年） | 1,358人                                |  |
| 2010年（平成22年） | 1,205人                                |  |
| 2015年（平成27年） | 1,055人                                |  |
| 2020年（令和2年） | 931人                                  |  |

### 行政
- 村長：木下丈二（2019年就任、1期目）

### 教育

#### 高等学校
- 熊本県立人吉高等学校五木分校

#### 中学校
- 五木村立五木中学校
  - 最も多い時で、中学校本校が2校・分校が6校あったが、1995年（平成7年）4月以降、中学校は1校のみとなっている。閉校になった中学校については熊本県中学校の廃校一覧#球磨郡を参照。

#### 小学校
- 五木村立五木東小学校
  - 最も多い時で、小学校本校が5校・分校が5校あったが、2011年（平成23年）4月以降、小学校は1校のみとなっている。閉校になった小学校については熊本県小学校の廃校一覧#球磨郡を参照。

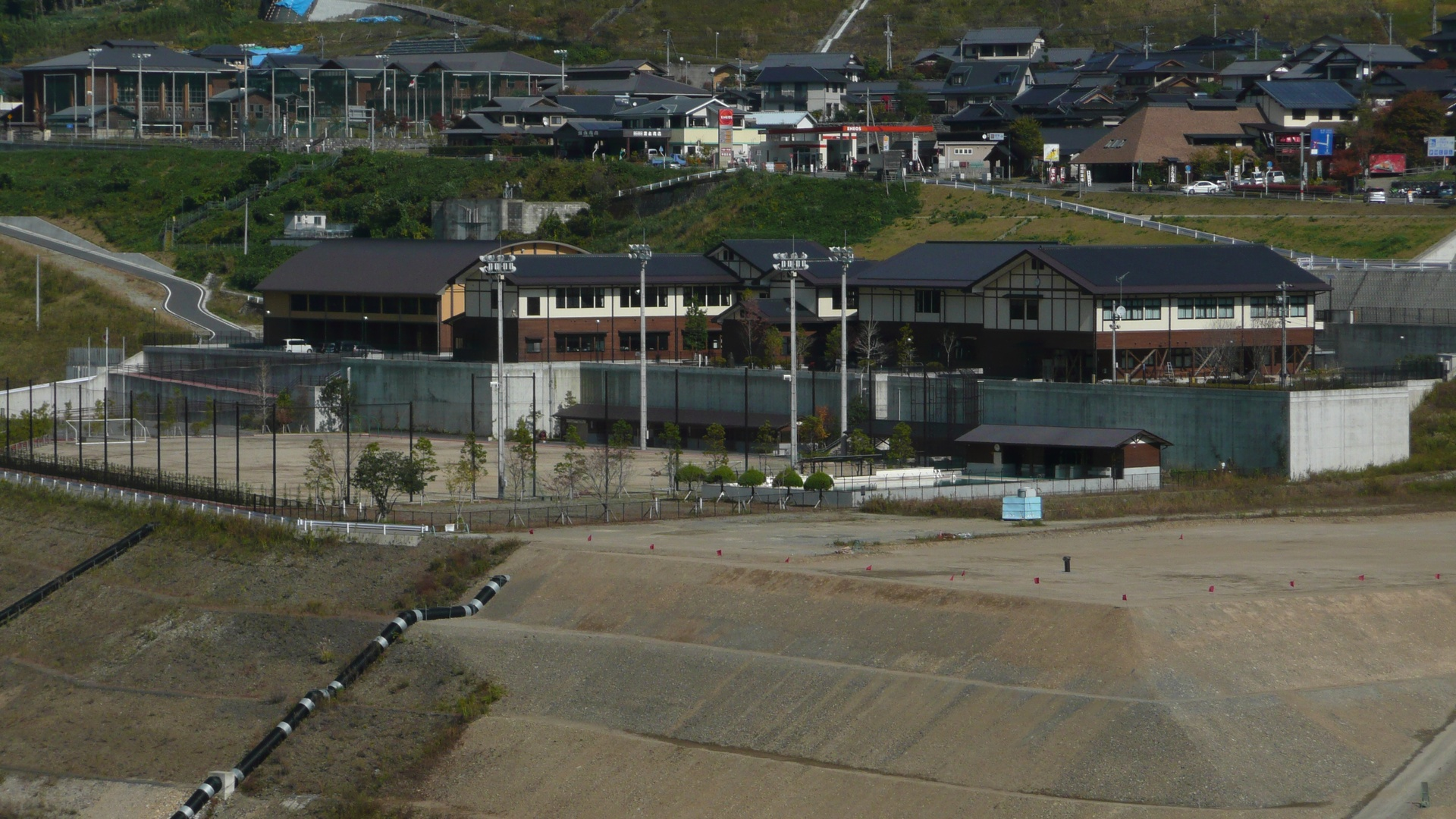
人吉高校五木分校・五木中学校
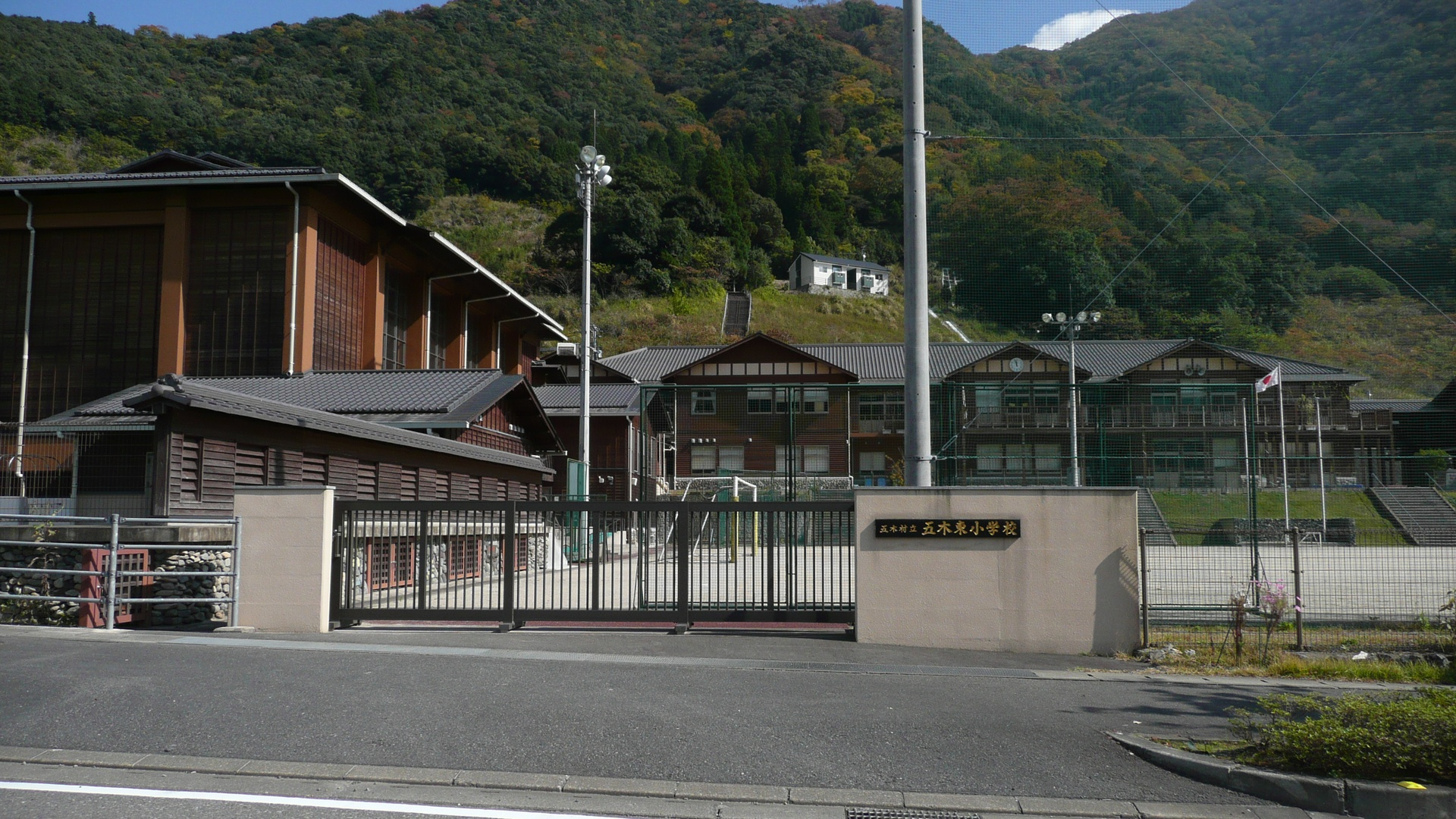
五木東小学校

## 交通

### 遠隔地との連絡
近隣の人吉市・相良村以外の遠隔地の各市町村と村を結ぶ交通機関は存在しない。
- 最寄り空港は鹿児島空港または熊本空港であるが両空港とも村と直接結ぶ交通機関はない。
- 村内に鉄道路線はない。最寄り鉄道駅は人吉駅（車で45分。路線バスあり）または有佐駅（車で45分）。
- 九州新幹線の最寄鉄道駅は新八代駅（車で1時間）。

### バス路線
- 産交バス（九州産交グループ） - 相良村を経由し人吉市と五木村を結ぶ1路線があり、全日7往復が運行されている[2]。
  - 人吉産交 - 人吉駅前 - 北願成寺 - 相良村役場前 - 田代橋 - 大谷 - 交流施設前（五木） - 頭地

2019年4月1日より九州産交バス撤退区間の頭地 - 内谷間、頭地 - 上荒地間、またその他の村内の公共交通機関の空白地の輸送を担うコミュニティバス5系統・リレーバス1系統が運行開始されたが、利用客は全路線とも村民に限られ、村外の利用者がこのバスに乗車することはできない。

### 道路

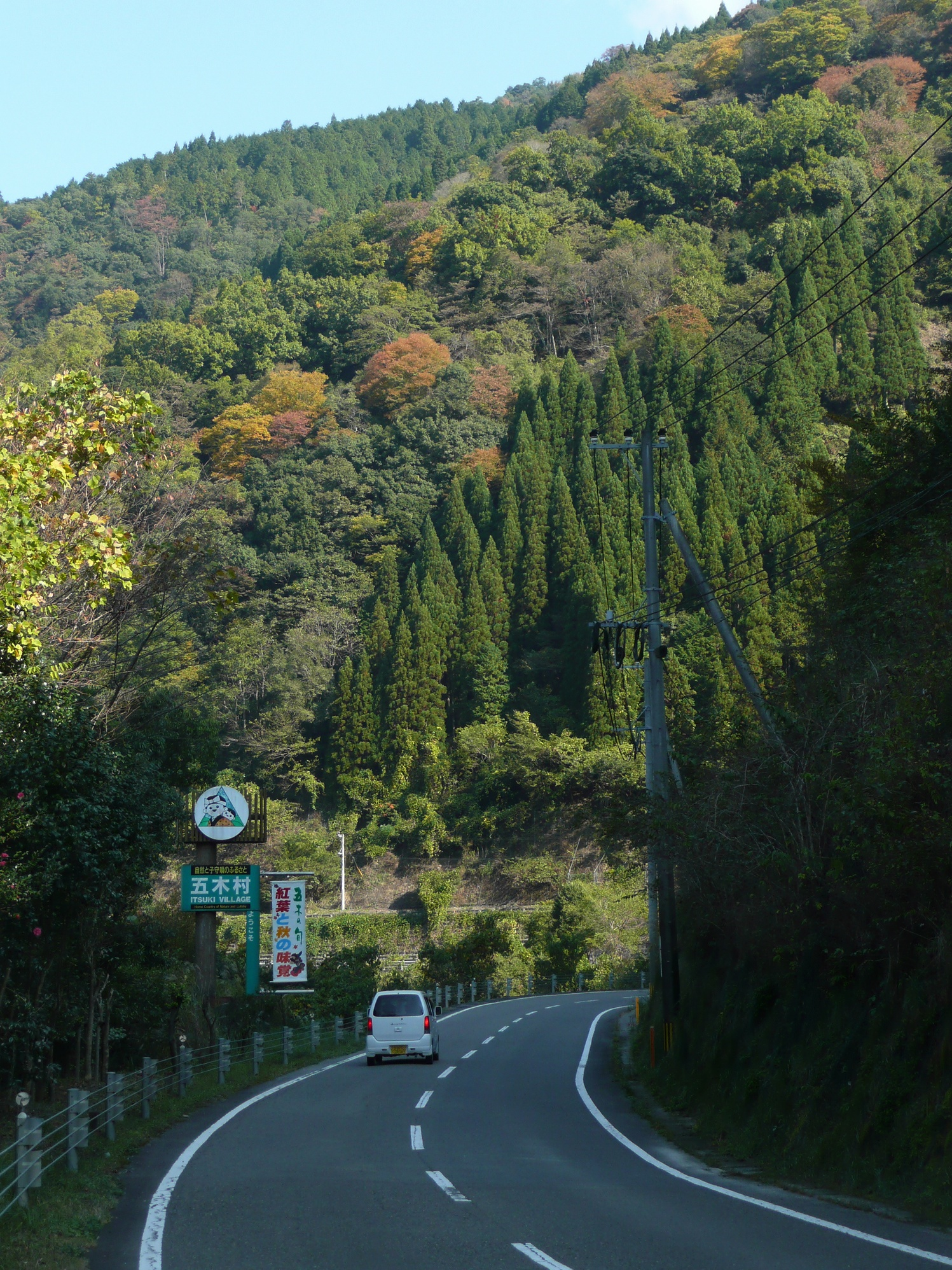
国道445号（相良村・五木村境）

- 高速道路なし（最寄りインターチェンジは九州自動車道八代インターチェンジまたは人吉インターチェンジ）。

#### 一般国道
- 国道445号
  - 道の駅：子守唄の里五木

#### 県道
- 熊本県道25号宮原五木線

### 高速バス
- 最寄りの高速バス停留所は九州自動車道人吉インターチェンジ乗降口。福岡・鹿児島・宮崎方面からはフェニックス号・スーパーフェニックス号（西日本鉄道、西鉄高速バス、JR九州バス、九州産交バス、宮崎交通の共同運行）、熊本・鹿児島（鹿児島空港含む）方面からはきりしま号、熊本・宮崎方面からはなんぷう号、新八代駅からは新幹線連絡バス「B&Sみやざき号」などが停車する。
- なお、高速バス「人吉インターチェンジ」停留所からの最寄の路線バス停留所は、産交バス「北願成寺」バス停。

## 名所・旧跡・観光スポット・祭事・催事

### 名所・旧跡・観光スポット

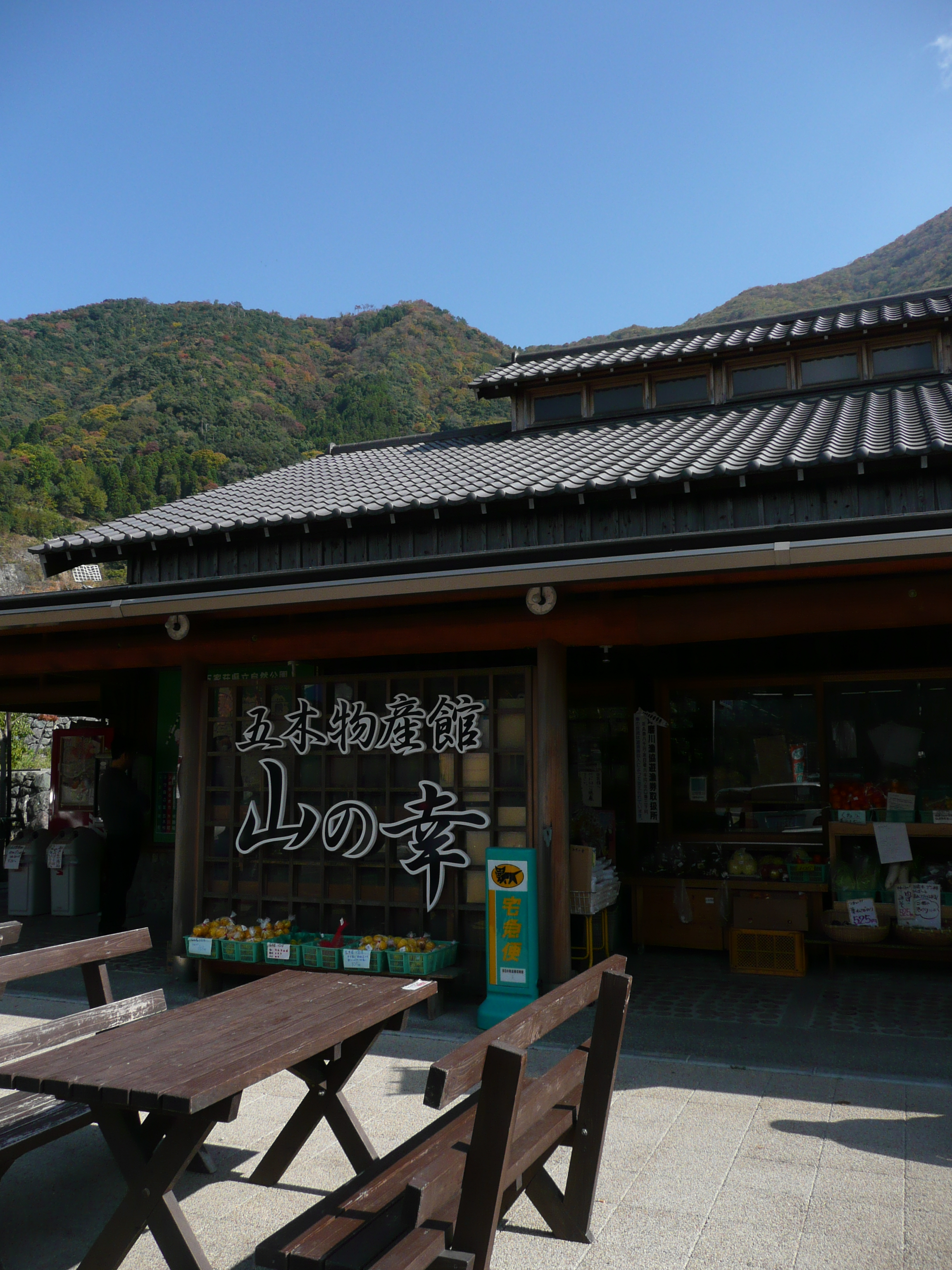
道の駅子守唄の里五木 物産館「山の幸」

- 道の駅子守唄の里五木 物産館「山の幸」2025年4月リニューアル
- 道の駅子守唄の里五木 五木交流センター「五木温泉夢唄」）
- 五木村観光情報センター（五木村の観光情報案内所）
- 子守唄公園
  - 水没予定地から移築した茅葺民家や子守唄彫刻、歌碑がある。
- 五木源パーク（ごきげんパーク）（広い敷地に子ども向けの遊具や雨天でも遊べる大屋根広場。駐車場前の河原で川遊びも可能）
- 宮園の大銀杏
  - 熊本県指定天然記念物。
- 白滝公園
- 大滝自然森林公園
- 大通峠公園
- 五木村歴史文化交流館　ヒストリアテラス五木谷
- 手づくり工房「どんぐり」（くねぶケーキやマーマレード・パン、自家製の燻製、いつき焼端海野窯の食器、古布を使った小物の展示・販売）
- 渓流ヴィラITSUKI 森のあそび場（ボルダリング、スラックライン、パンプトラックなどのアウトドアアクティビティが楽しめる）
- 端海野自然森林公園キャンプ場（標高1,000mの自然豊かな夏も涼しいキャンプ場。端海野ハウス、オートサイト、野営フリーサイト、バンガローがあり、ヤマメ釣りや森林散策、サイクリングなど楽しめる。子ども会やスポーツ合宿なども可）2024年リニューアルオープン。
- 五木屋本舗（山うに豆腐、手作り味噌・豆腐類の販売）
- 端海野焼窯元（端海野分校校舎）
- 瀬目公園
- 直売所「四季の里」
  - 回転焼、梅干し、お茶、地蜂の蜂蜜、クラフトテープ籠、柚子胡椒、なた豆茶など五木村シルバー人材センターによる手作りの特産品を販売。
- びゃーどん（木野兵衛之助）の墓
- 江戸相撲力士 熊ヶ嶽猪之介の墓

### 祭事・催事
- 五木の子守唄祭
  - 毎年11月に開催される五木村最大の祭り。伝統芸能や正調五木の子守唄などの披露、木馬曳き実演、特産品販売など。
- 五木の新緑祭り
  - 毎年5月に開催。伝統芸能や正調五木の子守唄などの披露、特産品販売、新茶の釜炒り体験など。
- 阿蘇神社春季・秋季大祭
- 堂まつり
- マダラフォーラム

### 土産物
- 五木茶
- 原木しいたけ（生・乾）
- 五木にんにく
- せり
- 掛け干し米
- 干したけのこ
- 干し野菜・山菜（わらび・ぜんまい・大根・ニガウリなど）
- 手作り味噌
- 山うに豆腐
- 山女魚（甘露煮・塩焼き・冷凍）
- 鮎
- 鹿肉（冷凍・鹿肉ギョーザ・鹿肉ハンバーグ・鹿肉ジャーキー・鹿肉コロッケ）
- 「五木萬彩」シリーズ
- 五木の子守唄人形
- いつき焼端海野窯

## 出身者
- 中村五木 - 元天草市長

## ドキュメンタリー
- 新日本紀行「居付地蔵 -熊本県五木村-」（1971年11月29日、NHK）[3]